# Molophilus pallidibasis
Molophilus pallidibasis är en tvåvingeart som beskrevs av Alexander 1928. Molophilus pallidibasis ingår i släktet Molophilus och familjen småharkrankar.
Artens utbredningsområde är Taiwan. Inga underarter finns listade i Catalogue of Life.